# Clambus tuberculatus
Clambus tuberculatus is een keversoort uit de familie oprolkogeltjes (Clambidae). De wetenschappelijke naam van de soort werd in 1986 gepubliceerd door Sebastian Endrödy-Younga.